# Västra Ryds kyrka, Uppland
Västra Ryds kyrka en kyrkobyggnad som tillhör Kungsängen-Västra Ryds församling i Uppsala stift. Kyrkan ligger i kyrkbyn Västra Ryd i Upplands-Bro kommun. I kyrkans omgivning finns prästgård, skola och några bostadshus från 1900-talet. Väster om kyrkan står runstenen U 608, ristad på 1000-talet.

## Kyrkobyggnaden
I sin nuvarande form består kyrkan av ett rektangulärt långhus med rakt avslutat kor i öster. Norr om koret finns en vidbyggd sakristia och öster om koret finns ett vidbyggt gravkor för familjen Rålamb på Granhammar. Vid långhusets västra kortsida finns ett kyrktorn med huvudingång och vid tornets norra sida finns en materialbod, som från början var en likbod.
Tornet flankeras av två stigluckor från 1771-1772.
Kyrkan är byggd av natursten, men tegel förekommer i fönster och dörröppningar, gavlar och valv samt i tornets övre del. Gravkoret och likboden är murade i tegel. Ytterväggarna är belagda med puts. Långhuset och gravkoret är täckta av varsitt sadeltak, medan sakristian har ett valmat tak. Tornet kröns av en karnissvängd huv med åttakantig lanternin. Exteriören präglas främst av en stor ombyggnad som genomfördes åren 1767-1768.

### Tillkomst och medeltida ombyggnader
Ursprungliga kyrkan i romansk stil uppfördes vid första hälften av 1200-talet. Av denna har långhusets östra del bevarats. Under 1400-talet tillkom ett vapenhus i sydväst. Samma århundrade försågs långhusets och vapenhusets innertak med kryssvalv. Senare under 1400-talet förlängdes kyrkan åt öster och blev en salkyrka. Samtidigt tillkom sakristian i nordost. Långhusets utvidgade del och nya koret fick varsitt stjärnvalv.
Under medeltiden försågs kyrkorummet med målningar, av vilka idag bara återstår fragment.

### Ombyggnader efter medeltiden
1673 rasade vapenhusets gavel och återuppbyggnaden dröjde till år 1733.
En ombyggnad genomfördes 1767-1768 då kyrkan förlängdes åt väster med en travé och kyrktornet uppfördes. Sakristian utvidgades och försågs med golv av tegel och kryssvälvt innertak. Tre fönster togs upp i norra långväggen och fönstren i södra väggen fick sin nuvarande form. Ett fönster i koret förnyades. Nytt altare tillkom och en orgelläktare byggdes. I samband altarbygget sattes nuvarande altaruppsats och altartavla upp. Vapenhuset i söder revs och en ny ingång togs upp i tornets västra sida. Innan tornet byggdes hängde kyrkklockorna i en klockstapel på kyrkogården. Klockstapeln var byggd 1752 och ersatte en äldre stapel från 1633. Stapeln hade bara funnits i 15 år när den revs i samband med tornbygget. Gravkoret uppfördes 1868 efter ritningar av arkitekten Per Ulrik Stenhammar. Det byggdes på platsen för ett äldre gravkor, uppfört 1681 för Claude Hägerstierna.

### Sentida ombyggnader
1896 genomfördes en restaurering under ledning av arkitekten Agi Lindegren. Bland annat rappades fasaderna och taket täcktes med skiffer. Ett nytt fönster togs upp på norra långväggen, öster om de övriga fönstren. Alla fönster fick nya karmar och bågar och det runda fönstret ovanför altaret fick färgat glas. Vid tornets norra sida uppfördes en likbod. Året därpå genomfördes en inre restaurering då valv och väggar vitlimmades, kor och gångar fick cementgolv och öppna bänkar sattes in. Ändringarna från 1896-1897 återställdes till stor del vid arkitekten Martin Westerbergs restaurering 1942. Cementgolvet ersattes då av hyvlad kalksten. Valv och väggar målades vita och det runda altarfönstret sattes igen. Ytterväggarna putsades och tornhuven justerades.

## Interiör och inventarier
- Dopfuntens fot och överdel av skaftet härstammar från 1200-talet och påträffades 1924 i en jordhög i prästgårdsparken. Cuppan och fotens mellandel nytillverkades 1928. Nuvarande dopfat av mässing är tillverkat på 1900-talet.
- Ett triumfkrucifix som hänger i övergången mellan kor och långhus är samtida med kyrkan. Kristusfiguren är av lind och bär kungakrona. Korset är av furu.
- En skulptur i lind från 1200-talet föreställer Maria med Jesusbarnet. Marias huvud av ek är från 1400-talet.
- En skulptur från 1300-talet föreställer Erik den helige.
- En skulptur från 1400-talet är en så kallad Anna själv tredje där Marias mor Anna sitter på en bänk. Jungfru Maria sitter på Annas högra knä och håller Jesusbarnet i sin högra arm.
- Predikstolen är tillverkad 1695 av en bildhuggare i Örebro. Korgen är femsidig och har kolonnetter i hörnen.
- En äldre predikstol från 1600-talets början förvaras i tornet.
- Altartavlans motiv är Jesus i Getsemane. Tavlan kan vara målad av Louis Masreliez år 1767.
- Processionsstavar och ljusstavar är från 1500-talet. Två ljusstavar som förvaras i koret är tillverkade av furu och har snidade figurer av lövträ.

### Orgel
Orgeln är tillverkad 1831 av Pehr Zacharias Strand och renoverad 1866 av F. Andersson. Den restaurerades och byggdes till 1944 av J. A. Johnsson. Nu har orgel fjorton stämmor fördelade på två manualer och pedal. Fasadpiporna är delvis ljudande. 1993 återställdes orgeln till sitt ursprungliga skick av Orgelbyggare Tomas Svenske AB

#### Diskografi
Musik inspelad på kyrkans orgel.
- Margareta Lindgren och Yvonne Rosell spelar musik från olika epoker. CD. Kungsängens pastorat. Utan årtal.[2]

## Runsten
Väster om kyrkan står runstenen U 608, ristad på 1000-talet. Stenen restes på sin nuvarande plats år 1943 efter att tidigare ha legat som en del i en vägbro utanför prästgården. I ett ännu tidigare skede var runstenen troligen inmurad i prästgårdens ugnsmur. Inskriptionen är något skadad och inte bevarad i sin helhet:
"…Igulbjörn Kvigulv, alla dessa bröder läto uppresa stenarna, Sigrids söner ..."